# Дача Марии Ростовцевой
Дача М. Р. Ростовцевой — исторический загородный дом в Царском селе, построенный в период между 1874 и 1884 гг. Расположен по адресу: г. Пушкин, Павловское шоссе, дом 6. Объект культурного наследия России регионального значения.

## История строительства и первые владельцы
Участок расположен на периферии исторического центра Царского Села и относится к начальному периоду существования города (нач. XVIII в.). Первоначально здесь располагались крестьянские дома и пахотные земли деревни Новоселка. В 1839—1847 годах между дорогой на Павловск, Московской дорогой и Софийским бульваром садовыми мастерами Ф. Ф. Ляминым и И. Ф. Пипером был распланирован парк, получивший наименование Императорского Отдельного, который играл роль парка-связки в системе историко-культурных ландшафтов дворцовых городов Царского Села и Павловска.
К 1842 году, когда производилось оформление ландшафтных групп парка, территория вдоль Павловской дороги была распланирована и обсажена деревьями. Земли вдоль Павловского шоссе изначально были отведены под дачи.
Архитектор Царскосельского дворцового правления А. Ф. Видов составил генеральный план разбивки части парка на участки. Согласно плану, разработанному А. Ф. Видовым к 1855 году, было выделено 6 участков под размещение дач. Генеральный план был Высочайше утвержден. Пять участков имели одинаковую ширину в 40 саженей и 60-85 саженей в глубину парка от Павловского шоссе и прямоугольный план (за исключением участка № 1 княгини Юсуповой, который имел трапециевидную форму). Особые требования предъявлялись к принципам застройки: не позволялось вырубать уже существующие деревья парка и аллейные посадки вдоль Павловского шоссе, здания должны были размещаться в глубине парка. Места в парке предоставлялись на правах Всемилостивейшего пожалования, что документально оформляли в виде «Данной». Такая «Данная» выдавалась только после застройки. Документ был однотипным, и в нем отсутствовала общепринятая в Царском Селе формула «На вечное и потомственное владение», то есть участок мог быть изъят из владения.
В 1855 году на территории Отдельного Парка, вдоль Павловского шоссе были по Высочайшему повелению пожалованы места графине Де Шово де Серр (З. И. Юсуповой), поручику Лейб-гвардии Царскосельского Стрелкового батальона Ф. Девиену (позже половина территории перешла к царскосельскому купцу Д. А. Дрожжину, другая половина — А. М. Зарецкому), княгине Р. И. Ухтомской (впоследствии полковнику А. Г. Шухту), дочери коллежского асессора П. В. Бартоломей.
Позднее остальных, в 1874 г., рядом с участком З.Юсуповой был Высочайше пожалован участок под дачу «жене коллежского секретаря Ростовцевой Марии Робертовне», урожденной Фрейтаг, на условиях, прежних пожалований на территории Отдельного парка. В том числе в документе, в соответствии с которым участок пожалован, содержатся следующие условия застройки: «при постройке на этом участке хозяйственных строений, как то: сараев, конюшен, кухонь и т. п. строений, ею (М. Р. Ростовцевой) они были помещены внутри участка как можно дальше от проезжей в парке дороги».
В том же году М. Р. Ростовцевой получено разрешение на строительство двухэтажного дома со службами, о чем свидетельствует письмо от Министерства Императорского Двора, адресованное управляющему Царскосельским Дворцовым Правлением и г. Царским Селом, датированное 12 сентября 1874 г. Точная дата строительства дома не известна, это произошло в промежуток между 1874 и 1884 гг., так как только в 1884 году было подано прошение на выдачу «Данной» на участок . Оформление «Данной» также заняло несколько лет. Только в 1888 г. архитектором А. Ф. Видовым был составлен план на участок и акт для выдачи «Данной». План участка в архиве не сохранился, однако сохранился акт осмотра участка земли. В акте дано следующее описание: участок расположен в «3 части (ныне 2 участок), по Павловскому шоссе, при чем оказалось, что на участке, имеющем по Павловскому шоссе 55 погонных саженей, в задней меже 55 погонных саженей и в глубину квартала с правой стороны 70 погонных саженей и с левой стороны 70 погонных саженей, возведены как значится на приложенном плане, деревянный дом и службы» .
В адресной книге за 1895 г. двухэтажный дом числится существующим, его владелиц — Ростовцева Мария Робертовна, жена предводителя дворянства Царскосельского уезда, действительного статского советника Ростовцева Ивана Александровича (1839—1901). В дальнейшем М. Р. Ростовцева владела домом до 1914 г. Согласно данным Раскладных ведомостей налогов на недвижимое имущество стоимость владения не менялась, что может свидетельствовать об отсутствии серьезных перестроек существующих зданий и нового строительства на участке .
Долгое время дача Ростовцевой не имела четкого адреса и значилась «возле дачи Юсуповой», которая имела номер 2 по Павловскому шоссе. Затем даче Ростовцевой был присвоен номер 2б, а окончательная нумерация появилась после строительства ближе к Софийскому бульвару в 1911—1914 гг. Дома Гвардейского экономического общества, которому присвоили № 4, а даче Ростовцевой — № 6 .
С 1915 года дом перешел во владение А.А. и Ф. А. Дидерихсов, потомственных производителей фортепиано, приобретших всероссийское распространение, меценатов и деятелей музыкальной культуры. Старейшая в России фортепианная фабрика, появившаяся в Санкт-Петербурге в 1810 году, была основана выходцем из Германии Фридрихом Дидерхисом. На Всемирной промышленной выставке в Париже в 1900 году инструмент их фирмы получил Гран-при. После смерти Андрея Федоровича Дидерихса в 1904 году управление фирмой перешло его сыновьям — Андрею и Федору. Фабрика братьев просуществовала до 1917 года.
В доме на Павловском шоссе жили Андрей Андреевич Дидерихс и его жена Берта Леонидовна (урожденная Адлер), их дети — Леонид, Андрей, Евгений. Дом использовался как летний, в зимнее время семья проживала в Петербурге, на Владимирском проспекте в доме № 8.

## После 1917 года
После 1917 года дом на Павловском шоссе остался в пользовании семьи Дидерихса, но уже на праве аренды. Арендатором выступала жена, а впоследствии вдова А.А. Дидерихса (умер 1923 г.), Берта Леонидовна Дидерихс.
Дидерихсы до 1917 года были крупными меценатами, они активно помогали музыкантам, в частности в их доходном доме на Владимирском проспекте с 1910 по 1918 гг. располагались музыкальные курсы выдающегося педагога И.А. Гляссера. В этом доме была и квартира Игнатия Альбертовича.
В 1918 году музыкальные курсы Гляссера переезжают в Царское Село. В 1920 году Дидерихсы передали первый этаж своего дома на Павловском шоссе И.А. Гляссеру для размещения музыкальных курсов. Семья Гляссера занимала маленькую угловую квартиру, остальные помещения первого этажа были отданы под музыкальную школу. Школу посещал Д.Д.Шостакович, в ней так же обучались братья Дидерихс, Леонид и Андрей, которые впоследствии стали известными музыкантами и играли в джазовом оркестре Утесова.
```
 
Из воспоминаний одной из учениц музыкальной школы Гляссера: «Условия для занятий в музыкальной школе были прекрасные: двухэтажный громадный особняк с просторными помещениями с высокими потолками, украшенными лепниной, с хорошей акустикой» .
```

По прошению И.А. Гляссера музыкальная школа была превращена в госбюджетную Народную консерваторию с отделениями по городам Царскосельского уезда. Позднее консерватория получила статус техникума. В 1923 г. техникум был снят с госбюджета и переименован в Детскосельскую музыкальную школу. И.А. Гляссер умер в 1925 году, директором школы до 1931 года оставалась его супруга Ольга Федеровна.
Дом в 1920-х годах находился в аренде у Б.Л. Дидерихс. В 1926 г. по заявлению Б.Л. Дидерихс ей продлевают аренду на 10 лет с условием проведения ремонта в 4-х летний срок.
```
 
В фондах ЦГА СПб сохранился договор аренды: фонд р-132, опись 8, дело №64 «Смета на ремонт дома Дидерихс Берты Леонидовны. Договор на аренду дома». Согласно договору на участке площадью 14950 м2 расположен двухэтажный жилой дом и службы (прачечная, конюшни, сараи, дворницкая, деревянный ледник).Неотъемлемой частью договора была смета на ремонтные работы. В отношении наружных работ в смете обозначены следующие работы: ремонт кровли металлическими заплатками, ремонт водосточных труб, покраска крыши суриком, побелка дымовых труб с восстановлением их колпаков, выполнение новых деревянных крылец (по 2 ступени). Кроме того, сметой предусмотрен ремонт ограды, изготовление новых ворот с калиткой, устройство ограды по боковым и по задней границе участка. В отношении внутренних работ в смете обозначены работы по ремонту пола, выполнению штукатурки стен, ремонту паркетных полов с заменой на фанеру, а также ремонт дверей и оконных рам с окраской масленой краской, установка двух полных комплектов уборных. В смете предусмотрены работы по устройству изразцового и кирпичного кухонного очага, трех круглых в железных футлярах печей с приборами, а также ремонт 9 изразцовых печей.
```

В это время в доме уже было электричество, что было редкостью в Царском Селе. В следующие три года после заключения договора аренды в 1926 г. Отделом Местного Хозяйства Детскосельского Горсвета ежегодно проводился осмотр дома Дидерихс для фиксации объема выполненных ремонтных работ.
Согласно сохранившимся актам осмотра за 1927-1929 год  была выполнена значительная часть ремонтных работ. Однако, затраты на ремонт привели к тому, что аренда уплачивалась не вовремя и уже в 1927 году впервые был поставлен вопрос о расторжении договора. В акте от 08 мая 1929 года указаны многочисленные замечания, в том числе отмечается общее плохое состояние здания.
В это время в доме проживает 16 человек, квартплата берется с жильцов не по нормам, установленным постановлением Горсовета, а по усмотрению арендатора (Б.Л. Дидерихс), что стало одной из причин, нехватки денег на ремонт.
```
 
В заявлении в Президиум Детскосельского Горсовета от 03.09.1929 г. Б.Л. Дидерихс пишет: «Получая в течение двух лет всего 36 рублей в месяц за квартиру и не имея больше никаких доходов от дома, так как большая нижняя квартира больше двух лет не смотря на все мои хлопоты и многочисленные публикации, пустовала, я израсходовала в течение этого срока, в виду ветхости дома (ему 67 лет), который требует, помимо ремонта, указанного в смете договора, еще постоянные непредвиденные текущие ремонты… Во втором этаже, в уборной, провалился пол и верхние жильцы остались без ванной и уборной, а нижние жильцы – без кухни, так как кухня находилась под ванной» . В заявлении Б.Л. Дидерихс также указывает, что в бывшей дворницкой и кучерской были поселены 2 семьи сезонников, однако каждую ночь к ним добавляются ночевать десятки посторонних.
```

Несмотря на все хлопоты Б.Л. Дидерихс, аренду ей не продлевают, и она уезжает в Ленинград, где умирает в блокаду. Дом передают городу и в нем устраиваются коммунальные квартиры.  Во время Великой Отечественной войны город был оккупирован немцами. Дом №4 по Слуцкому шоссе (Павловскому шоссе) занимает испанская «голубая» дивизия. Возможно, дом №6 тоже был в их распоряжении, однако подтверждения этому нет.
Ремонт дома был начат в 1950-х гг. рабочими, которые восстанавливали дворец В.П. Кочубея с усадьбой на ул. Радищева, д. 4. Первоначально планировалось в доме №6 по ул. Маяковского (Павловское шоссе) устроить дачу для работников Смольного, но в 1954 г. планы изменились и дом отдали рабочим, которые его восстанавливали. В доме было сделано 8 квартир, со всеми удобствами, были поставлены котлы (топились дровами), устроены ванные комнаты. В 1973 году дом начали расселять.
В 2008 г. организация «Жилкомэксперт» провела обследование. Согласно его Технического заключения, дом требовал срочного капитального ремонта. В 2012 г. дом был признан аварийным и расселен. В следующем году в пустующем здании произошел пожар, в результате которого были сильно повреждены несущие конструкции здания, утрачена значительная часть крыши, произошло обрушение междуэтажных перекрытий северной части здания на уровне первого и второго этажей.
4 декабря 2015 г. фондом имущества Санкт-Петербурга были проведены торги на выкуп здания с обязанностью его восстановления, где он был приобретен строительной организацией- ООО "Запстрой". В 2019г многоквартирный жилой дом был восстановлен.